# Lega Nazionale A 1974-1975
L'edizione 1974-1975 della Lega Nazionale A vide la vittoria finale dello Zurigo. Capocannoniere del torneo fu Ilija Katić (Zurigo), con 23 reti.

## Stagione

### Novità
Dalla Lega Nazionale A 1973-1974 sono stati retrocessi in Lega Nazionale B il La Chaux-de-Fonds e il Chiasso, mentre dalla Lega Nazionale B 1973-1974 sono stati promossi il Lucerna e il Vevey.

## Squadre partecipanti
| Club            | Città                                 | Stadio                       | Stagione 1973-1974                                  |
| --------------- | ------------------------------------- | ---------------------------- | --------------------------------------------------- |
| Basilea         | Basilea                               | St. Jakob Stadium            | 5º posto in Lega Nazionale A                        |
| Chênois         | Thônex, Chêne-Bourg e Chêne-Bougeries | Stade des Trois-Chêne        | 11º posto in Lega Nazionale A                       |
| Grasshoppers    | Zurigo                                | Hardturm Stadion             | 2º posto in Lega Nazionale A                        |
| Losanna         | Losanna                               | Stade de la Pontaise         | 7º posto in Lega Nazionale A                        |
| Lucerna         | Lucerna                               | Stadion Allmend              | 1º posto in Lega Nazionale B (Neopromosso)          |
| Lugano          | Lugano                                | Stadio comunale di Cornaredo | 12º posto in Lega Nazionale A                       |
| Neuchâtel Xamax | Neuchâtel                             | Stade de La Maladière        | 7º posto in Lega Nazionale A                        |
| San Gallo       | San Gallo                             | Stadion Espenmoos            | 9º posto in Lega Nazionale A                        |
| Servette        | Ginevra                               | Stade Charmilles             | 3º posto in Lega Nazionale A                        |
| Sion            | Sion                                  | Parc des Sports              | 10º posto in Lega Nazionale A                       |
| Vevey           | Vevey                                 | Stade de Copets              | 2º posto in Lega Nazionale B (Neopromosso)          |
| Winterthur      | Winterthur                            | Stadion Schützenwiese        | 4º posto in Lega Nazionale A                        |
| Young Boys      | Berna                                 | Wankdorfstadion              | 6º posto in Lega Nazionale A                        |
| Zurigo          | Zurigo                                | Stadio Letzigrund            | 1º posto in Lega Nazionale A (Campione di Svizzera) |

## Classifica finale
|  | Pos. | Squadra         | Pt | G  | V  | N | P  | GF | GS | DR  |
|  | ---- | --------------- | -- | -- | -- | - | -- | -- | -- | --- |
|  | 1.   | Zurigo          | 39 | 26 | 19 | 1 | 6  | 63 | 19 | +44 |
|  | 2.   | Young Boys      | 33 | 26 | 12 | 9 | 5  | 59 | 32 | +27 |
|  | 3.   | Grasshoppers    | 33 | 26 | 13 | 7 | 6  | 50 | 45 | +5  |
|  | 4.   | Basilea         | 31 | 26 | 11 | 9 | 6  | 49 | 33 | +16 |
|  | 5.   | Sion            | 31 | 26 | 12 | 7 | 7  | 45 | 30 | +15 |
|  | 6.   | Losanna         | 29 | 26 | 10 | 9 | 7  | 40 | 35 | +5  |
|  | 7.   | Servette        | 27 | 26 | 10 | 7 | 9  | 43 | 35 | +8  |
|  | 8.   | Winterthur      | 26 | 26 | 9  | 8 | 9  | 36 | 31 | +5  |
|  | 9.   | Neuchâtel Xamax | 24 | 26 | 9  | 6 | 11 | 47 | 47 | 0   |
|  | 10.  | Lugano          | 22 | 26 | 8  | 6 | 12 | 34 | 40 | -6  |
|  | 11.  | Chênois         | 20 | 26 | 6  | 8 | 12 | 27 | 55 | -28 |
|  | 12.  | San Gallo       | 20 | 26 | 6  | 8 | 12 | 42 | 72 | -30 |
|  | 13.  | Lucerna         | 16 | 26 | 5  | 6 | 15 | 33 | 58 | -25 |
|  | 14.  | Vevey           | 13 | 26 | 3  | 7 | 16 | 31 | 67 | -36 |

Legenda:

      Campione di Svizzera e qualificata in Coppa dei Campioni 1975-1976
      Vincitore della Coppa Svizzera 1974-1975 e qualificato in Coppa delle Coppe 1975-1976
      Qualificate in Coppa UEFA 1975-1976
      Retrocesse in Lega Nazionale B 1975-1976.
Note:

Due punti a vittoria, uno a pareggio, zero a sconfitta.

## Statistiche

### Classifica marcatori
| Gol |  |  | Giocatore         | Squadra         |
| --- |  |  | ----------------- | --------------- |
| 23  |  |  | Ilija Katić       | Zurigo          |
| 17  |  |  | Hans-Jörg Pfister | Servette        |
| 17  |  |  | Slobodan Santrač  | Grasshoppers    |
| 17  |  |  | Hanspeter Schild  | Young Boys      |
| 14  |  |  | Franco Cucinotta  | Sion            |
| 13  |  |  | Ottmar Hitzfeld   | Basilea         |
| 12  |  |  | Peter Risi        | Winterthur      |
| 12  |  |  | Guy Mathez        | Neuchâtel Xamax |

## Verdetti finali
- Zurigo Campione di Svizzera 1974-1975 e qualificato alla Coppa dei Campioni 1975-1976.
- Basilea vincitore della Coppa Svizzera 1974-1975 qualificato alla Coppa delle Coppe 1975-1976.
- Young Boys e Grasshoppers qualificati alla Coppa UEFA 1975-1976.
- Lucerna e Vevey retrocesse in Lega nazionale B.